# Elaeagnaceae
Elaeagnaceae es una familia de plantas del orden Rosales que comprende árboles y arbustos, nativos de regiones templadas del hemisferio norte, el sur tropical de Asia y de Australia. La familia tiene 250 especies descritas y de estas, solo 108 aceptadas, repartidas en cuatro géneros.

## Descripción
Son espinosos, con hojas simples frecuentemente recubiertos con pequeñas espículas o pelos. Muchas de las especies son xerófitas (encontrándoselas en hábitats secos); algunas son también halófitas (toleran altas concentraciones de salinidad en el suelo).

## Taxonomía
La familia fue descrita por Antoine Laurent de Jussieu y publicado en Genera Plantarum 74–75. 1789. El género tipo es: Elaeagnus

## Géneros
- Elaeagnus
- Hippophae
- Lepargyrea
- Shepherdia